# Les flors de la guerra
Les flors de la guerra (xinès simplificat:金陵十三钗; xinès tradicional: 金陵十三釵; pinyin: Jīnlíng Shísān Chāi) és una pel·lícula bèl·lica històrica de 2011 dirigida per Zhang Yimou, protagonitzada per Christian Bale, Ni Ni, Zhang Xinyi, Tong Dawei, Atsuro Watabe, Shigeo Kobayashi i Cao Kefan. És una coproducció entre Xina i Hong Kong, i està basada en una novel·la de Geling Yan, 13 flors de Nanjing, inspirada en el diari de Minnie Vautrin. La història està ambientada a Nanjing, Xina, durant la massacre de Nanjing de 1937 a la Segona Guerra Xino-japonesa. Un grup de fugitius, trobant un santuari en un recinte de l'església, intenten sobreviure a les atrocitats japoneses.
Va ser seleccionada com a candidata xinesa a la Millor Pel·lícula Estrangera als 84è Premis de l'Acadèmia, però no va entrar a la llista final. També va rebre una nominació als 69è Globus d'Or. Els 6è Premis de Cinema Asiàtic van atorgar a The Flowers of War diverses nominacions individuals, inclosa la de Millor Pel·lícula. Els drets de distribució nord-americans de la pel·lícula van ser adquirits per Wrekin Hill Entertainment, en associació amb Row 1 Productions, cosa que va permetre un llançament limitat qualificat per a l'Oscar a Nova York, Los Angeles i San Francisco a finals de desembre de 2011, amb un llançament general el gener de 2012.
Les flors de la guerra van rebre crítiques diverses i va recaptar 98 milions de dòlars contra un pressupost de 94 milions de dòlars.

## Argument
L'any 1937, durant la Segona Guerra Sinojaponesa, la ciutat de Nanquín (llavors capital de la República xinesa, és ocupada per l'exèrcit imperial japonès. John Miller (Christian Bale), treballador funerari, arriba a una església catòlica per preparar l'enterrament d'un sacerdot en els darrers combats entre tropes xineses i japoneses. En entrar, el jove nord-americà, que, en el fons, vol buscar profit de la situació, es troba davant unes adolescents (a les quals s'afegiran unes prostitutes) que intenten refugiar-se dels horrors de la guerra. Les circumstàncies fan que es vegi convertit en l'únic home adult entre un grup que viu amagat en l'edifici. Per tal d'escapar del que serà coneguda com a la Massacre de Nanquín, descobreix el significat del sacrifici i l'honor.